# Зернево
Зернево — деревня в Суздальском районе Владимирской области России, входит в состав Новоалександровского сельского поселения.

## География
Деревня расположена в 24 км на северо-запад от центра поселения села Новоалександрово и в 25 км на юго-запад от Суздаля.

## История
В конце XIX — начале XX века деревня входила в состав Тумской волости Суздальского уезда. В 1859 году в деревне числилось 45 дворов, в 1905 году — 60 дворов.
С 1929 года деревня входила в составе Цибеевского сельсовета Юрьев-Польского района, с 1935 года в составе — Небыловского района, с 1954 года — в составе Стародворского сельсовета, с 1965 года — в составе Суздальского района, с 2005 года — в составе Новоалександровского сельского поселения.

## Население
| 1859 | 1905 |
| ---- | ---- |
| 341  | 348  |

| 1859 | 1905 | 2002 | 2010 | 2021 |
| ---- | ---- | ---- | ---- | ---- |
| 341  | ↗348 | ↘0   | →0   | →0   |